# エル・ティオ

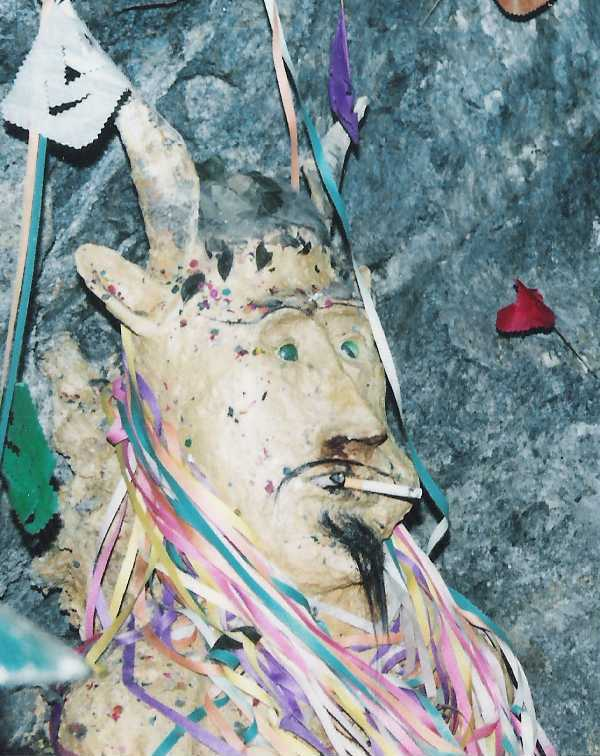
ポトシの鉱山にあるエル・ティオの像

エル・ティオ（スペイン語: El Tío）)は、ボリビアの鉱山地帯に伝わる鉱山の守護精霊か悪魔、支配神。鉱夫の保護と破壊を司る。鉱夫は供物やタブー遵守などでこの守護霊を鎮めることで鉱山は崩落を防ぎ、命を守られるが、絶対ではなく、自然の摂理として、不条理に人命が奪われることもこともままある、と理解されている。
特に往年の大銀山であるポトシ市のセロ・リコ山鉱山を中心とした俗信であるが、ボリビア全般やアルティプラーノ地帯（隣国に及ぶ）の鉱山にも共有される。

## 名称
「ティオ」（スペイン語: tío）とはスペイン語で「おじさん」を意味する。
また、エル・ティオと、鉱山のスパイという存在（「悪魔」を充てるが、原義は異なる）は混同されており、区別は難しい。
よって「ティオ・スパイ」（「スパイおじさん」、「ティオ（おじ）」、Tío Supay）とも称される。

## 起源
エル・ティオは、ボリビア全土の鉱山で畏怖崇拝されている、悪魔のような、また守護精霊のような伝説的・宗教的な存在である。
より単純な起源論は、あくまで「スパイ」についてだが、先住民がなかなかスパイ信仰を棄教しないので、この精霊が悪魔のような角を持っているなどと吹聴して見せたが、結局、それにも慣れて順応してしまった、というものである。
「ティオ」名も含む起源論では、植民地時代のスペイン人が賦役を課した（すなわち徴用した）先住民たち（mitayuq）の労働意欲を駆り立てるために、神と称して怠惰を罰するおそろしい悪魔を作り上げたことによる、としている。ケチュア＝アイマラ語には"D"子音が無いため、スペイン語の神である「ディオス Dios」が、自然とティオに転訛する結果となったと説明される。

## 概説
エル・ティオをもってして「地下世界の主」や「地底の王」、「鉱山の支配神」 などと形容される。鉱夫にとっては、庇護も破壊をももたらす存在である。異名の鉱山のスパイに関しては「地底の所有者」ともいわれる。
前述したように、植民地政府が労働効率を奨励するはずが逆効果し、手間のかかる宗教儀式が構築されてしまった。ポトシの現地人は、セロ・リコの鉱山を、アパチェタ、原義は「石塚」 ）、すなわち神々が力を顕現する場所とみなすようになった。鉱夫は、あれこれ儀式をおこなったり、護符をつけたりしないと入山しなくなった。鉱山の縦坑の入り口にエル・ティオの素朴な像を立て、そのつど挨拶したり供物しないと入らなくなった。

### 供物の儀式
今となってはセロ・リコ山のなかに数百ものエル・ティオ像が置かれており、概してギョロ目で角を生やした悪魔、 または悪魔を表したヤギ像だと説明される。鉱夫たちはタバコ（葉巻）、酒（瓶入りのアグアルディエンテ）、コカの葉などを供え、無事に息災であることを祈る。
現代では、火曜日と金曜日のメニュー変えでは、コカの葉、手巻きタバコ、白ラム酒などと決められており、謝肉祭の火曜日には チャラ儀式をおこない、すなわちチチャなどの酒類を大地に吸わせて捧げ、エル・ティオ像には、コンフェッティの首飾りをかける（上掲の⇒写真参照）。
また、スパイへ生贄を捧げる儀式（k’araku）が8月に行われ、ラクダ科 （リャマやアルパカ）を屠る。人類学者のジューン・ナッシュが1970年に同席した儀式では、ヤティリ（医の術者）が血を受け止めた皿を持って安全息災の祈祷をし、心臓を埋めている。他にもリャマなどの血を鉱山の敷居や壁に投げかけたり、動物を押し車にのせ燃料を掛けて火をつける犠牲法もあるのだという。 
エル・ティオは、像を祀る者には恩恵を、像を嘲笑する者には罰を加えると信じられた。供物や、鉱山労働者が発するエネルギーが、鉱山の維持・再生には必要だという世界観であり、それが不足すると崩落が起きてしまう。だが、そつなく供物をすれば万全というわけではなく、自然の摂理として、エル・ティオが不条理に人命を奪うことも、ままあることは理解されている。
しかし、崩落の原因を問うに、なんらかのタブーの掟破りが起きた、とされることもある：鉱山飲食禁止、入山前の塩辛いもの摂取の禁止、鉱山へ女性の連れ込みの禁止、などである。エル・ティオは、僧侶にしろ女性にしろ、そういったスカート的な服を着たものがギャラリー（横方向の分岐坑道の採鉱現場）に立ち入るのは、我慢ならないのだという。エル・ティオに供物する風習は、アルティプラーノ地帯（隣国ペルーやチリに及ぶ）の鉱山社会にも伝搬しているという（ただしペルーには § 類種のムキあり）。

### 縁故の神
エル・ティオの妻はチナ・スパイ別名「女悪魔」の夫であるが、ビクトル・モントーヤは、ギリシア神話の冥王ハデスと拉致されたペルセポネーとの対比を見出している。

## カーニバルと舞踊
毎年、オルロのカーニバル開催の目玉は、閉祭日の灰の水曜日の前の土曜日におこなわれる「エントラーダ」と呼ばれるパレードであるが、仮面や仮装した行列者が、大悪魔サタンかルシファー（エル・ティオ）、悪魔らや女悪魔ら（チナ・スパイたち）、大天使ミカエルなどに扮し、ディアブラーダこと「悪魔の踊り」も街中で披露してゆく。この祭りのルシファー役やサタン役の踊り手が、じつはエル・ティオなことは、公然の秘密である。このルシファー（エル・ティオ）こそ、ディアブラーダにおける最重要な花形である。また、女悪魔ら（チナ・スパイたち）を女性が扮して演じるようになったのは1960 年代前半以降で、それ以前は男が女装で卑猥に踊っていた。
ただカトリック教会側の建前と、原住民のエル・ティオ推しの願望とで葛藤の歴史が18世紀以来続いてきた。

## 類種
ペルー中部の鉱山地帯で信仰されるムキは同類で、儀式や供物によって鉱夫らが恩恵を求める対象である。

## 大衆文化
ドキュメンタリー映画『The Devil's Miner』（2005年）では、ポトシの村人がリャマを生贄に屠り、その血を鉱山の入り口や坑道にこすりつけ、人もその血をお互いに塗る場面があった。
2013年、ノーティ・ボーイはサム・スミスとのコラボでエル・ティオの物語を歌った曲La La La を発売した。